# Riljac
Riljac (izvirno srbsko Риљац) je naselje v Srbiji, ki upravno spada pod Občino Trstenik; slednja pa je del Rasinskega upravnega okraja.

## Demografija
V naselju živi 639 polnoletnih prebivalcev, pri čemer je njihova povprečna starost 48.1 let (45.8 pri moških in 50.5 pri ženskah). Naselje ima 228 gospodinjstev, pri čemer je povprečno število članov na gospodinjstvo 3.20.
To naselje je, glede na rezultate popisa iz leta 2002, večinoma srbsko.
|  |

| Demografija | Demografija     | Demografija     |
| Leto        | Št. prebivalcev | Št. prebivalcev |
| ----------- | --------------- | --------------- |
|             |                 |                 |
|             |                 |                 |
|             |                 |                 |
|             |                 |                 |
| 1948        | 1069            |                 |
| 1953        | 1071            |                 |
| 1961        | 1093            |                 |
| 1971        | 1107            |                 |
| 1981        | 1067            |                 |
| 1991        | 905             | 849             |
| 2002        | 762             | 730             |
|             |                 |                 |

| Etnična sestava po popisu iz leta 2002 | Etnična sestava po popisu iz leta 2002 | Etnična sestava po popisu iz leta 2002 | Etnična sestava po popisu iz leta 2002 | Etnična sestava po popisu iz leta 2002 |
| -------------------------------------- | -------------------------------------- | -------------------------------------- | -------------------------------------- | -------------------------------------- |
| Srbi                                   | Srbi                                   |                                        | 728                                    | 99,72%                                 |
| Slovenci                               | Slovenci                               |                                        | 1                                      | 0,13%                                  |
| Makedonci                              | Makedonci                              |                                        | 1                                      | 0,13%                                  |
| Neznano                                | Neznano                                |                                        | 0                                      | 0,0%                                   |